# Zeitoun (Ägypten)
Koordinaten: 30° 6′ N, 31° 19′ O
Zeitoun oder El-Zeitoun (auch El-Zaytoun, arabisch الزيتون, DMG az-Zaytūn, wörtlich „Oliven“) ist ein Stadtteil im Osten der ägyptischen Hauptstadt Kairo, dem Gouvernement al-Qahira zugehörig.
Die Bevölkerung wurde am 11. November 2006 mit 322.317 Menschen angegeben. Die Fläche beträgt 8,24 km².
Zeitoun ist bekannt für die Marienerscheinungen von Zeitoun, die 1968 auf dem Dach der dortigen koptisch-orthodoxen Marienkirche stattgefunden haben sollen. Die Kirche wurde 1924 in byzantinischem Stil erbaut und 1925 eingeweiht; Architekt war der Italiener Leomingelli. 1971–76 wurde anlässlich der Erscheinungen und veranlasst von Schenuda III. zusätzlich eine Kathedrale neben der bestehenden Kirche erbaut. Dort befindet sich ein Platz, an welchem der Überlieferung zufolge die Heilige Familie auf ihrer Flucht nach Ägypten Rast gemacht haben soll.
Es ist der Geburtsort von Fathia Nkrumah (geb. 1931 als Fathia Helen Rizk), der Frau von Kwame Nkrumah, dem ersten Präsidenten von Ghana.